# Джеймс Едвард Александер оф Вестертон
Джеймс Е́двард Алекса́ндер оф Ве́стертон (Alexander of Westerton; 16 жовтня 1803, Стерлінг — 2 квітня 1885, Острів Вайт) — англійський дослідник південно-західної Африки, генерал.
В 1836—37 роках пройшов суходолом від мису Доброї Надії до Китової бухти (Волфіш-Бей) та доставив перші відомості про височинні райони на схід від пустельної берегової смуги та про живучі там народи.